# Öldzijsajchany Erden-Oczir
Öldzijsajchany Erden-Oczir (mong. Өлзийсайханы Эрдэнэ-Очир, ur. 1 kwietnia 1936 w somonie Bajandzürch, zm. 16 listopada 2017) – mongolski zapaśnik walczący w stylu wolnym. Dwukrotny olimpijczyk. Odpadł w eliminacjach turnieju w Tokio 1964 i szósty w Meksyku 1968. Walczył w wadze półciężkiej i ciężkiej. Zajął piąte miejsce na mistrzostwach świata w 1966 i 1969 roku.
- Turniej w Tokio 1964

Przegrał z Niemcem Heinzem Kiehlem i Szwajcarem Peterem Jutzelerem.
- Turniej w Meksyk 1968

Wygrał z Wiesławem Bocheńskim i Francuzem Raymondem Uytterhaeghem. Przegrał z Rumunem Ștefanem Stîngu i zawodnikiem RFN Wilfriedem Dietrichem.